# Gori (futbolista)
Gregorio Gracia Sánchez (Arenys de Munt, 15 de mayo de 2002), más conocido como Gori, es un futbolista español que juega en la demarcación de centrocampista para el Juventud de Torremolinos C. F. de la Primera Federación.

## Biografía
Tras formarse como futbolista en las categorías inferiores del FPEF Calella, C. F. Damm y pasar por el equipo juvenil del R. C. D. Espanyol, finalmente en 2020 pasó a la disciplina del segundo equipo. Debutó con el club el 24 de octubre de 2020 contra el F. C. Andorra, encuentro que finalizó con un resultado de empate a dos. El 14 de agosto de 2021 debutó con el primer equipo en un partido de Liga contra el C. A. Osasuna, finalizando con un empate a cero.
El 10 de julio de 2024, tras haber quedado libre una vez expiró su contrato, firmó por tres temporadas con el Real Zaragoza. Tras disputar un único partido en Copa del Rey contra el C. E. L'Hospitalet, el 14 de enero de 2025 se hizo oficial su cesión a la U. D. Ibiza de Primera Federación hasta final de temporada. El siguiente mes de agosto llegó a un acuerdo con el club maño para su desvinculación y fichó por el Juventud de Torremolinos C. F.

## Clubes
| Club                           | País   | Año       | Partidos | Goles |
| ------------------------------ | ------ | --------- | -------- | ----- |
| R. C. D. Espanyol "B"          | España | 2020-2024 | 49       | 2     |
| R. C. D. Espanyol              | España | 2021-2024 | 1        | 0     |
| Real Zaragoza                  | España | 2024-2025 | 1        | 0     |
| U. D. Ibiza (cedido)           | España | 2025      | 15       | 0     |
| Juventud de Torremolinos C. F. | España | 2025-     |          |       |